# Erlang-eloszlás
Az Erlang-eloszlás folytonos valószínűség-eloszlás. Az eloszlást Agner Krarup Erlang (1878–1929) dán matematikus fejlesztette ki, amikor azonos időben keletkező telefonhívásokat vizsgált a koppenhágai telefonközpontban. Ez a munka később kiterjedt a várakozási idők vizsgálatára, és ezzel elindult a sorbanállási elmélet kialakulása. Ezt az eloszlást sztochasztikus folyamatok, és biomatematikai problémák elemzésére is használják.

## Áttekintés
Az eloszlás folytonos, értéke pozitív minden nullánál nagyobb valós számra. Két paraméterrel szokták jellemezni: az alakparaméterrel ({\displaystyle k}), mely pozitív egész, és a gyakorisággal ({\displaystyle \lambda }), mely szintén pozitív valós szám. Az eloszlást néha az inverz gyakoriság paraméterrel is jellemzik ({\displaystyle \mu }). Az eloszlás {\displaystyle k} független exponenciális változó összege {\displaystyle \mu } középértékkel. Ha az alakparaméter {\displaystyle k} =1, akkor az eloszlás exponenciális eloszlásra egyszerűsödik. Az Erlang-eloszlás a gamma-eloszlás olyan speciális esete, amelynél a {\displaystyle k} egész szám. A gamma-eloszlásnál ez a paraméter nem csak egész lehet.

## Jellemzők

Sűrűségfüggvény

Kumulatív eloszlásfüggvény

### Sűrűségfüggvény
{\displaystyle f(x;k,\lambda )={\lambda ^{k}x^{k-1}e^{-\lambda x} \over (k-1)!}\quad {\mbox{ahol }}x,\lambda \geq 0}
{\displaystyle k}, az alakparaméter, {\displaystyle \lambda }, a gyakoriság paraméter.
Egy alternatív, de ekvivalens parametrizálás (gamma-eloszlás) a {\displaystyle \mu } skálaparamétert használja, mely a gyakoriság paraméter reciproka ({\displaystyle \mu =1/\lambda }):
{\displaystyle f(x;k,\mu )={\frac {x^{k-1}e^{-{\frac {x}{\mu }}}}{\mu ^{k}(k-1)!}}\quad {\mbox{ahol}}x,\mu \geq 0}
Amikor {\displaystyle \mu }=2, akkor az eloszlás khi-négyzet eloszlássá egyszerűsödik 2k szabadságfokkal. Páros számú szabadságfok esetén ez az általános khi-négyzet eloszlás.
A nevező faktoriális függvénye miatt az Erlang-eloszlás csak k, pozitív egész értékeire értelmezhető. A gamma-eloszlás kiterjeszti az Erlang-eloszlást k bármely valós értékére, a gamma-függvényt használva a faktoriális helyett.

### Kumulatív eloszlásfüggvény
{\displaystyle F(x;k,\lambda )=1-{\frac {\gamma (k,\lambda x)}{(k-1)!}}}
ahol {\displaystyle \gamma ()} az alsó inkomplett gamma-függvény.
A kumulatív eloszlásfüggvény másik kifejezése:
{\displaystyle F(x;k,\lambda )=1-\sum _{n=0}^{k-1}{\frac {1}{n!}}e^{-\lambda x}(\lambda x)^{n}}

### Várakozási idők
Átlagos gyakorisággal, függetlenül bekövetkező események a Poisson-folyamattal modellezhetők. k előfordulási gyakoriságú események közötti várakozási idők Erlang-eloszlásúak (egy adott időben előforduló események számát a Poisson-eloszlás írja le).
Az Erlang-eloszlás, mely a bejövő hívások közötti időt méri, felhasználható a bejövő hívások várható időtartamának jellemzésére, így információt kapunk a forgalmi terhelésről erlangban mérve. Ez felhasználható a csomagveszteség és késleltetések valószínűségének meghatározására is (Erlang B-képlet, Erlang C-képlet). Az Erlang B,- és Erlang C-képlet ma is használatos call centerek forgalmi modellezésénél.
Az Erlang B-eloszlás felhasználható call centereknél a trönkök számának tervezésekor.
Az Erlang C-eloszlás segítségével kiszámolható, hogy a hívásoknak mennyit kell várni a kezelőre.